# 黑碳
黑碳（Black carbon）是一種懸浮粒子，源自於含碳物质（主要是石油、煤、木炭、树木、柴草、塑料垃圾、动物粪便等）不完全燃烧和氧化形成的产物。在扫描电镜下观察，黑碳呈现出亚微米级的颗粒物聚合体（团状或者链状）。黑碳表现为斥水性，由于结合了吸湿性有机碳成分而很快转为亲水性粒子。

## 排放
根据2004年发布的一份排放清单资料，按地理区域划分，中国的黑碳排放贡献量最大，约占全球总排放的1/5；而按燃料种类，生物质燃烧的排放量最大，占全部燃烧的60%。

## 對農作物影響
因為能吸收重要的植物營養素，土壤中的黑碳對土壤肥力有重要貢獻。不過落在葉子上的黑碳會影響光合作用。

## 气溶胶黑碳
黑碳是一种强吸收性气溶胶，可强烈吸收太阳短波辐射，加热大气，它在大气中留存时间为数日至几周，因而可对区域大气产生增温效应。国际上已有很多研究对黑碳的大气辐射强迫给出了不同的结果，同时不确定性也很大，范围大至在0.4 W/m2到1.2 W/m2之间。

## 沉降到冰雪表面
黑碳如果沉降到冰雪表面，可降低表面反照率，从而对冰雪消融有正反馈作用。从黑碳的影响角度，目前北极海冰和高亚洲冰川的国际主要关注的热点区域。

### 对北极海冰的影响
有人认为北极大气中和沉降下来的黑碳加速了海冰的消融。实际根据观测数据，北极大气中的黑碳浓度二十年来（自1989年）处于下降态势（据加拿大环境部）；而2005年后雪冰中的黑碳浓度与1980年代相比也没有明显变化。因此，没有证据表明黑碳加速了北极海冰的消融。

### 对高亚洲冰川的影响
高亚洲冰川海拔大多在3000米以上、对流层中部或者上部，高于边界层；而且周边直接人类活动少，空气清洁；大气黑碳的区域增温效应大多在3000米以下，因此不太考虑大气黑碳的区域增温对高亚洲冰川的影响，只考虑沉降冰川表面的黑碳的效应。现有研究显示，高亚洲冰川黑碳浓度与全球其他高山和北极地区相当，比平原地区低一个数量级，当前浓度水平的黑碳对冰川表面辐射能量平衡的影响可能在5%以内。喜马拉雅山冰川的状况格外引人瞩目，自1950s以来的退缩被认为与温室气体和南亚棕色云中的黑碳的共同增温作用有关。在喜马拉雅山钻取的多支冰芯记录的黑碳显示，喜马拉雅山中段冰川黑碳记录过去40年间没有明显趋势，而东段增长趋势明显。根据目前观测数据，黑碳对珠穆朗玛峰北坡东绒布冰川辐射平衡的影响不到2%。另外，卫星数据显示，喜马拉雅山中段冰川的上部自2000年以来有变暗（反照率降低）现象，意味着消融加速；很少量的观测显示，似乎黑碳在春季消融季节对这一现象贡献显著。

## 国际社会的关注
由于黑碳的增温效率高于二氧化碳等温室气体，而且排放量很大，加上大气存留时间较温室气体短，减排可能会收到立竿见影的效果。发达国家正在呼吁发展中国家改良能源结构，加大绿色和可再生能源在国民能源消费中的比例。
在中国大陆，黑碳气溶胶观测数据为涉密气象资料。

## 關聯條目
- 褐碳
- 煤煙
- 紙錢
- 刀耕火種

## 延伸閱讀
- 黑碳气溶胶的研究现状：定义及对健康、气候等的影响